# Тибори-Єзерня
Тибори-Єзерня (пол. Tybory-Jeziernia) — село в Польщі, у гміні Високе-Мазовецьке Високомазовецького повіту Підляського воєводства.
Населення — 59 осіб (2011).
У 1975-1998 роках село належало до Ломжинського воєводства.

## Демографія
Демографічна структура станом на 31 березня 2011 року:
|          | Загалом | Допрацездатний вік | Працездатний вік | Постпрацездатний вік |
| -------- | ------- | ------------------ | ---------------- | -------------------- |
| Чоловіки | 28      | 6                  | 18               | 4                    |
| Жінки    | 31      | 11                 | 14               | 6                    |
| Разом    | 59      | 17                 | 32               | 10                   |